# Vladimir Svet

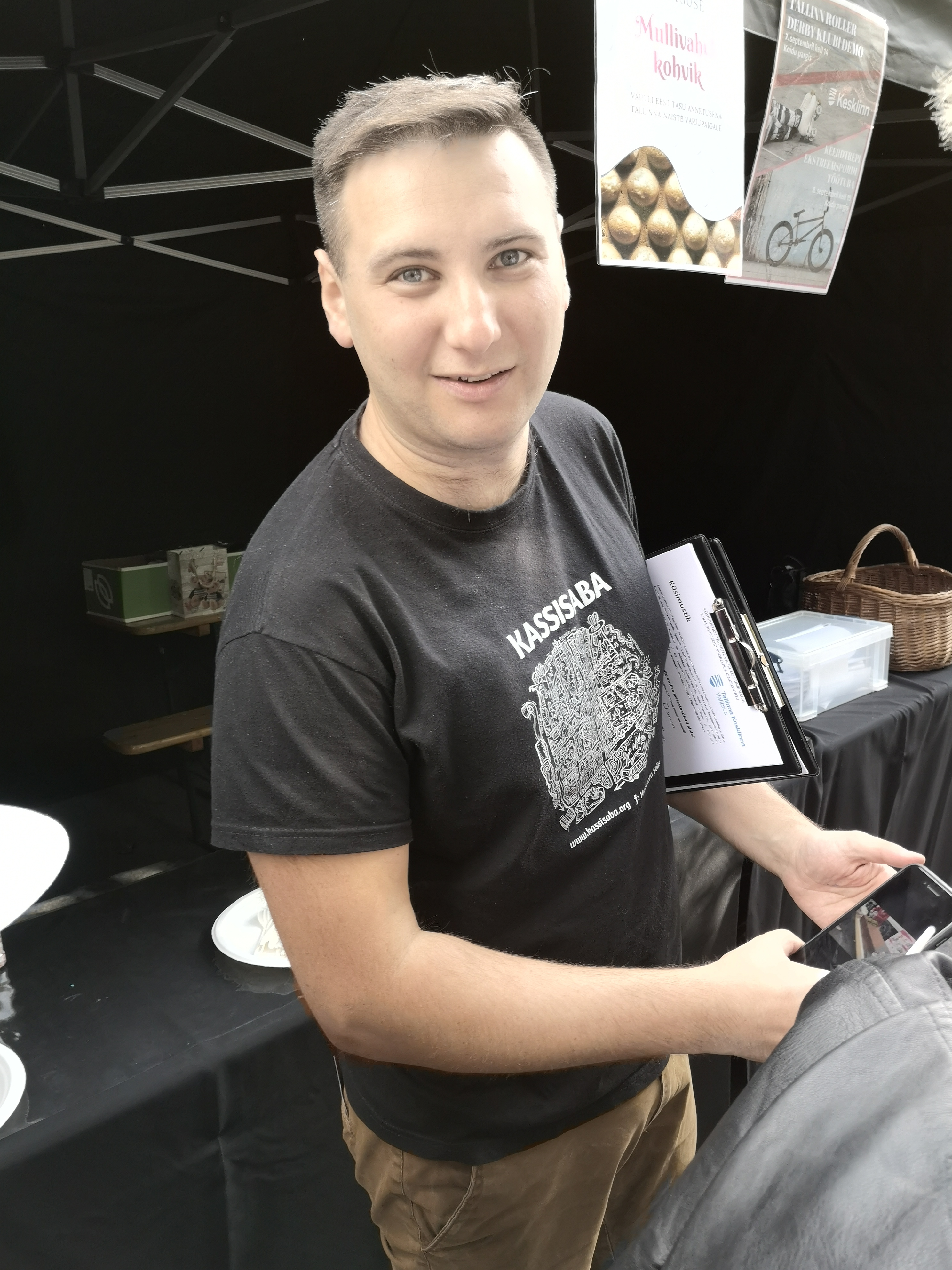
Vladimir Svet (2019)

Vladimir Svet (* 11. März 1992 in Tallinn) ist ein estnischer Politiker. Er war von Juli 2024 bis März 2025 Infrastrukturminister der Republik Estland in der Koalitionsregierung von Ministerpräsident Kristen Michal. Svet gehört der Sozialdemokratischen Partei (Sotsiaaldemokraatlik Erakond – SDE) an.

## Leben und Politik
Vladimir Svet machte 2011 sein Abitur in der estnischen Hauptstadt Tallinn. 2015 erlangte er seinen Bachelor-Abschluss an der Tallinner Außenstelle der Rechtswissenschaftlichen Fakultät der Universität Tartu. 2017 erhielt er dort den Magister-Grad.
Früh engagierte sich Svet vorwiegend kommunalpolitisch. Von 2011 bis 2016 und von 2018 bis 2024 gehört er der Estnischen Zentrumspartei (Eesti Keskeradkond) an. Von 2012 bis 2016 war er Referent bei der Tallinner Stadtverwaltung. 2016/2017 war Svet Berater des Rechtskanzlers der Republik Estland. Von November 2017 bis März 2020 war Svet Stadtteil-Bürgermeister des Stadtteils Tallinn-Innenstadt. Anschließend war er bis November 2021 Stadtteil-Bürgermeister von Lasnamäe. Von November 2021 bis April 2024 war Svet stellvertretender Bürgermeister von Tallinn.
Am 21. Juli 2024 trat Svet aus der Zentrumspartei aus und schloss sich den estnischen Sozialdemokraten an. Zwei Tage später übernahm er das neugeschaffene Amt des Infrastrukturministers (taristusminister) der Republik Estland im Kabinet von Ministerpräsident Kristen Michal. Der Posten wurde im estnischen Klimaministerium angesiedelt. Am 11. März 2025 entließ Ministerpräsident Kristen Michal die Minister der SDE und damit auch Svet nach einem Konflikt über die Steuerpolitik aus der Regierung.